# Christ-Erlöser-Kirche (Pristina)

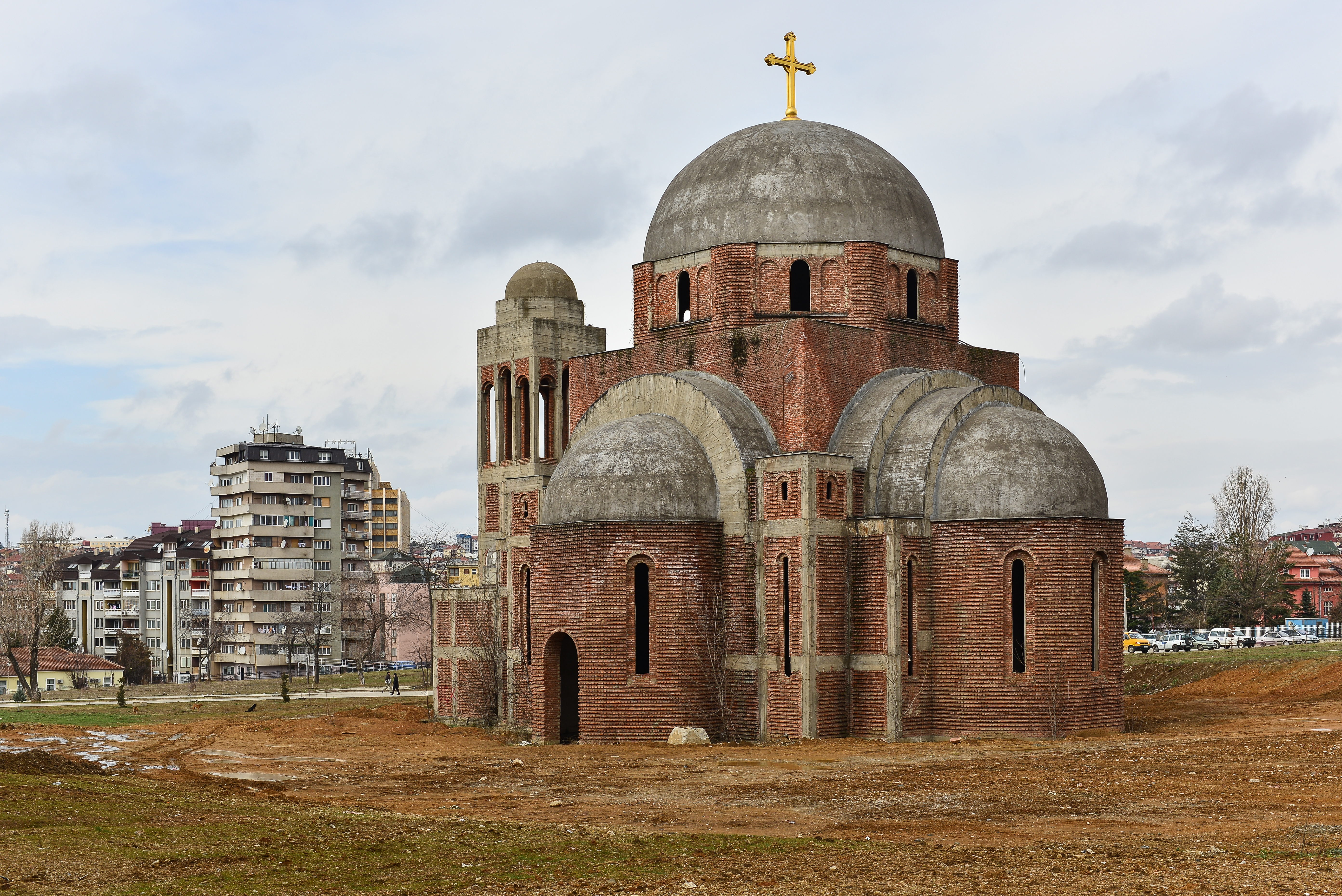
Die nicht fertiggestellte Kathedralkirche (2013)

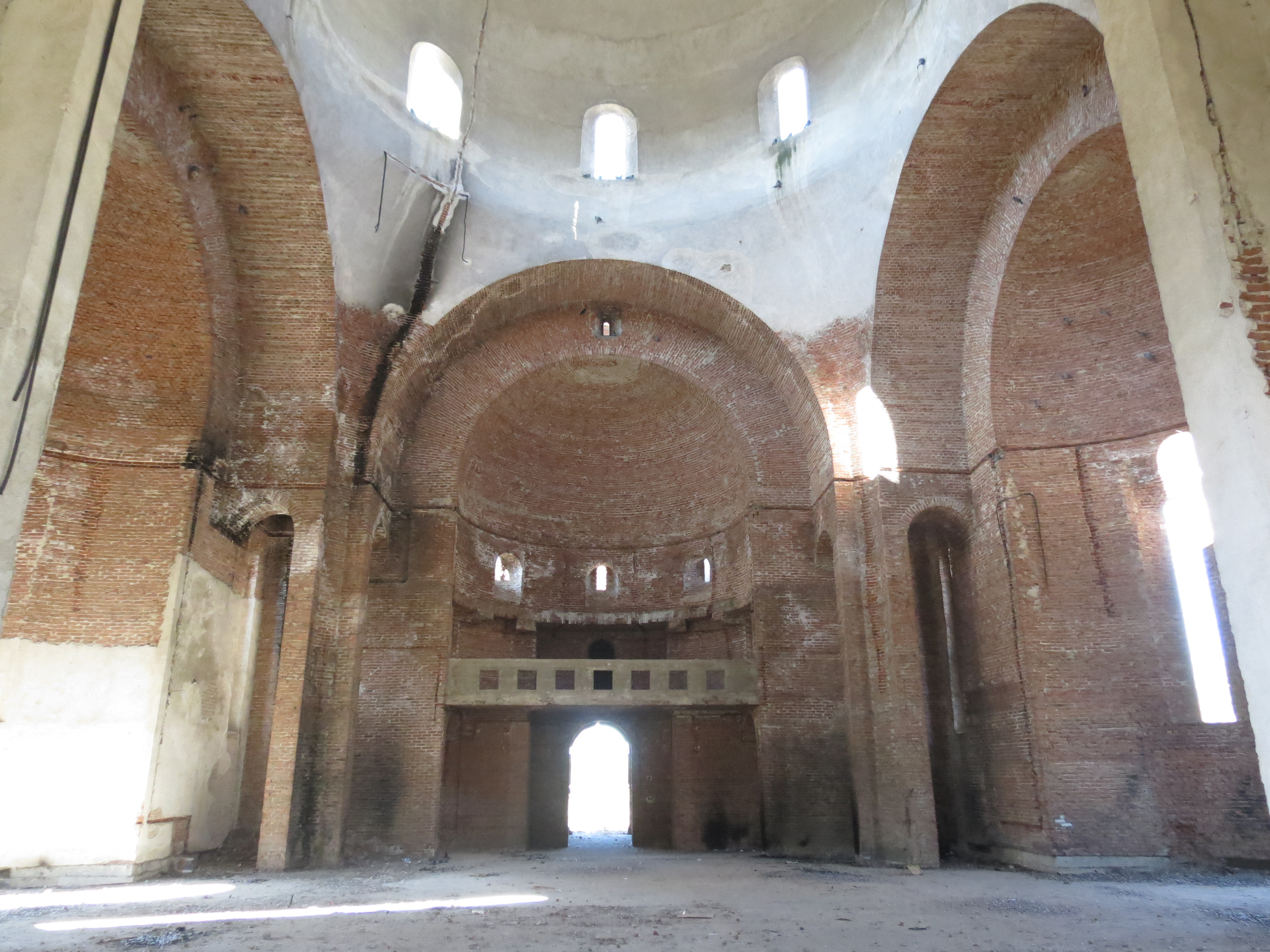
Innenansicht

Die Kathedralkirche Christi des Erlösers (albanisch Katedralja e Krishtit Shpëtimtar, serbisch Саборни храм Христа Спаса Saborni hram Hrista Spasa) ist eine nicht fertiggestellte serbisch-orthodoxe Kirche in der kosovarischen Hauptstadt Pristina. Der Rohbau steht an der Agim-Ramadani-Straße auf dem Hasan-Prishtina-Platz gleich neben der National- und Universitätsbibliothek des Kosovo.
Der von der serbisch-orthodoxen Kirche beauftragte Architekt Spasoje Krunić begann im Jahr 1991 mit der Planung der Kathedrale. Das Projekt umfasste die Errichtung einer Einzelkuppelkonstruktion mit integriertem Glockenturm im serbo-byzantinischen Stil. Das Kreuz auf dem Dach der Kathedrale wurde am 27. Januar 1999 errichtet, dem Gedenktag des heiligen Sava von Serbien. Auf Befehl aus Belgrad wurde mit dem Bau auf dem Gelände der Universität begonnen, ohne deren Personal zu informieren.
Der Bau sollte moderne Architektur mit traditionellen Elementen verbinden. Die 1995 begonnenen Bauarbeiten kamen aufgrund des Kosovokrieges zum Erliegen. Ursprünglich sollte das auf dem Campus der Universität Pristina errichtete Gebäude bis zum Jahr 1999 fertiggestellt werden. Sowohl die heutige Universität Prishtina als auch die Eparchie Raszien-Prizren der serbisch-orthodoxen Kirche erheben Ansprüche auf Gebäude sowie Grundfläche. Während die Stadtverwaltung Pristinas das Grundstück als Eigentum der Universität betrachtet, beruft sich die serbisch-orthodoxe Kirche auf Dokumente aus den 1990er-Jahren.
Die Kathedralkirche steht bis heute leer, ihre Zukunft ist ungewiss. Sie wird nach Ansicht des Fotografen Martin Godwin als ein Symbol der Herrschaft von Slobodan Milošević angesehen. Laut dem Architekten Sali Shoshi von der NGO Cultural Heritage without Borders ist die Kirche ein Zeugnis der Geschichte in den 1990er-Jahren, als der serbische Staat die Städteplanung für politische Zwecke benutzte, um die Herrschaft des serbischen Volkstums über die lokale Bevölkerung auszudrücken.
Die Universität von Pristina und die kosovarische Regierung haben keine konkreten Pläne für die Zukunft des angefangenen Bauwerks, dies kann sich aber nach Angaben eines Sprechers der Universität im Zuge größerer Infrastrukturverbesserungen ändern.